# Madagaskar-Gans
Die Madagaskar-Gans  (Alopochen sirabensis) ist eine ausgestorbene Vogelart aus der Unterfamilie der Halbgänse. Sie war endemisch auf Madagaskar. Einige Autoren vermuten, dass sie lediglich eine Unterart der ebenfalls ausgestorbenen Mauritius-Gans war.
Die Art Alopochen sirabensis wurde bereits 1897 anhand von subfossilen Knochen von dem britischen Paläontologen Charles William Andrews beschrieben. Die Knochenreste des Tieres wurden 1997 mit Hilfe der Beschleuniger-Massenspektrometrie altersbestimmt.
Demnach starb die Vogelart erst im Holozän aus. Die Datierung der Knochenreste
gibt das Jahr 1380 (+/− 90 Jahre) an.  Die Gründe des Aussterbens sind unbekannt.